# Castelul regal de la Săvârșin
Castelul regal de la Săvârșin este un conac deținut de familia regală română și situat pe domeniul de la Săvârșin, din județul Arad. Pe locul clădirii actuale se găsea în secolul al XVIII-lea castelul familiei nobiliare Forray.

## Istoric
Acest castel a fost construit între anii 1650-1680.
La 9 iunie 1784 de aici a fost rapit vicecomitele Andras Forray (senior) de catre haiducii conduși de Petre Baciu. Șeful administrației comitatului a fost eliberat numai după satisfacerea revendicărilor haiducilor de către însuși împăratul Iosif al II-lea. Nu peste mult timp, la 3 noiembrie 1784 au sosit aici cetele lui Horea, Cloșca și Crișan, cărora li s-au alăturat iobagii de pe domeniu, care au refuzat să se opună răsculaților.
Proprietatea castelului s-a transmis prin nobilimea maghiară, pentru ca spre sfârșitul dominației maghiare asupra Transilvaniei să treacă în fine în proprietatea lui Carol Hunyady, care a stăpânit domeniul Săvârșin până la moartea sa în 1932. După moartea acestuia, domeniul intră în proprietatea societății „Corvin”, la care acționar majoritar era Anton Mocioni. La 26 martie 1943, acesta vinde acțiunile majoritare regelui Mihai I. Acest castel nu a aparținut niciodată lui Carol al II-lea.
Refacută la începutul secolului al XIX-lea, în stil neoclasic și prevăzut cu etaj și balcon, clădirea castelului a suferit în cursul deceniilor multiple transformări interioare și exterioare. Castelul este înconjurat de un parc prevăzut cu lac și debarcader. După ce a fost confiscate de comuniști în 1948, la fel ca toate celelalte proprietăți regale, castelul a revenit în posesia Casei Regale la 1 iunie 2001. Principesa Margareta conduce acțiunile de restaurare a parcului și a casei în acelasi stil creat în 1943 de Regina-mamă Elena.
La 20 septembrie 1999 a fost înregistrat la Tribunalul Arad dosarul civil 4732/09.09.1999, prin care fostul suveran Mihai al României cerea să reintre în posesia castelului și domeniului Săvârșin, cumpărat în timpul celui de-Al Doilea Război Mondial pe baza contractului de vânzare/cumpărare nr. 9509/01.04.1944.
După retrocedarea castelului, regele a renunțat la mobila veche, care a fost încărcată în camioane și transportată la Olănești, la Regia Protocolului de Stat. Grădinile au fost refăcute, fiind tăiați brazii și vegetația care nu apăreau în planurile inițiale ale castelului, intenția fiind ca parcul să fie refăcut cum arăta înainte de confiscarea de către comuniști.
În mai 2007 au început lucrările de restaurare care au durat până în octombrie 2015. Ele s-au desfășurat după un plan inițial realizat de arhitectul Casei Regale Șerban Sturdza. Ulterior, la lucrări au contribuit arhitectul Eugen Pănescu și arhitectul Emilian Cordoș și a oferit consultanță profesorul universitar arhitect Augustin Ioan. De asemenea, specialistul în patrimoniu construit David Baxter a colaborat cu Familia Regală în toți acești opt ani. Astfel, au fost inaugurate atât lucrările de construcție, la exterior și interior, cât și lucrările de refacere a decorațiunilor interioare și mobilierului, în totalitate dispărute în anul 1948.

## Parcul botanic
Parcul dendrologic din jurul castelului a fost înființat de vicecomitele Andras Forray, în anul 1514, care a fost domn de pământ și a avut moșie în zona Săvârșinului. Acest parc are o suprafață de 6,5 hectare și conține câteva specii rare de arbori și arbuști, declarate monumente ale naturii: brad argintiu, molid, tuia piramidală, chiparoși de baltă, salcâm chinezesc, pin de Himalaya, alun turcesc, stejari seculari și multe altele.

## Imagini

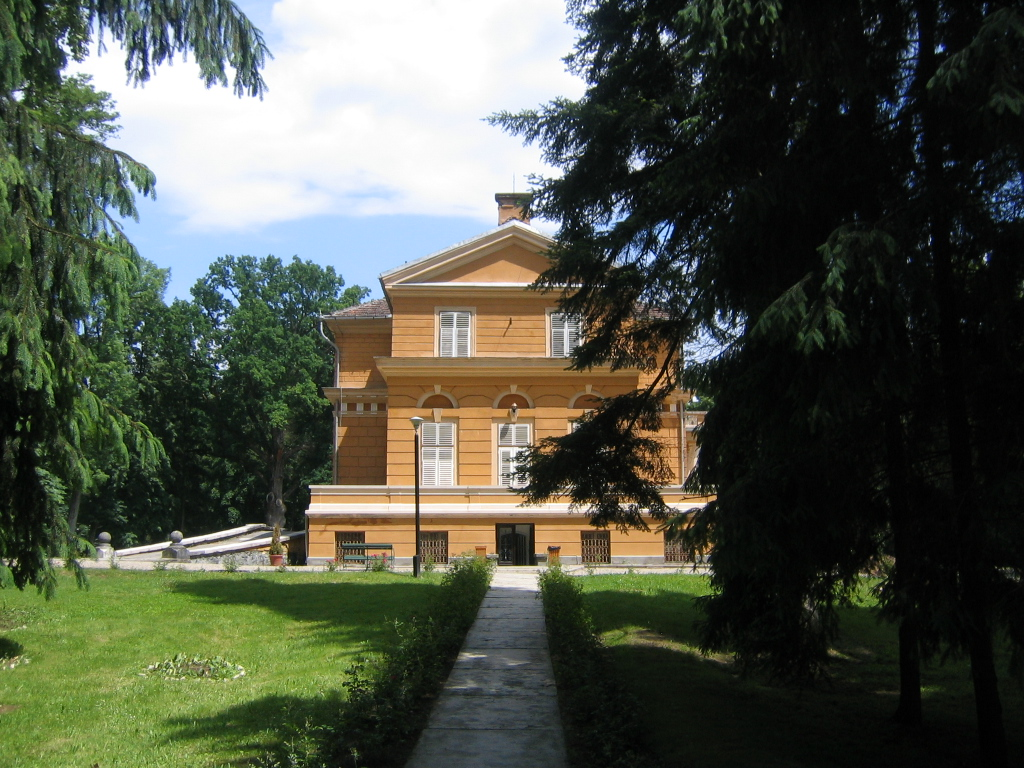
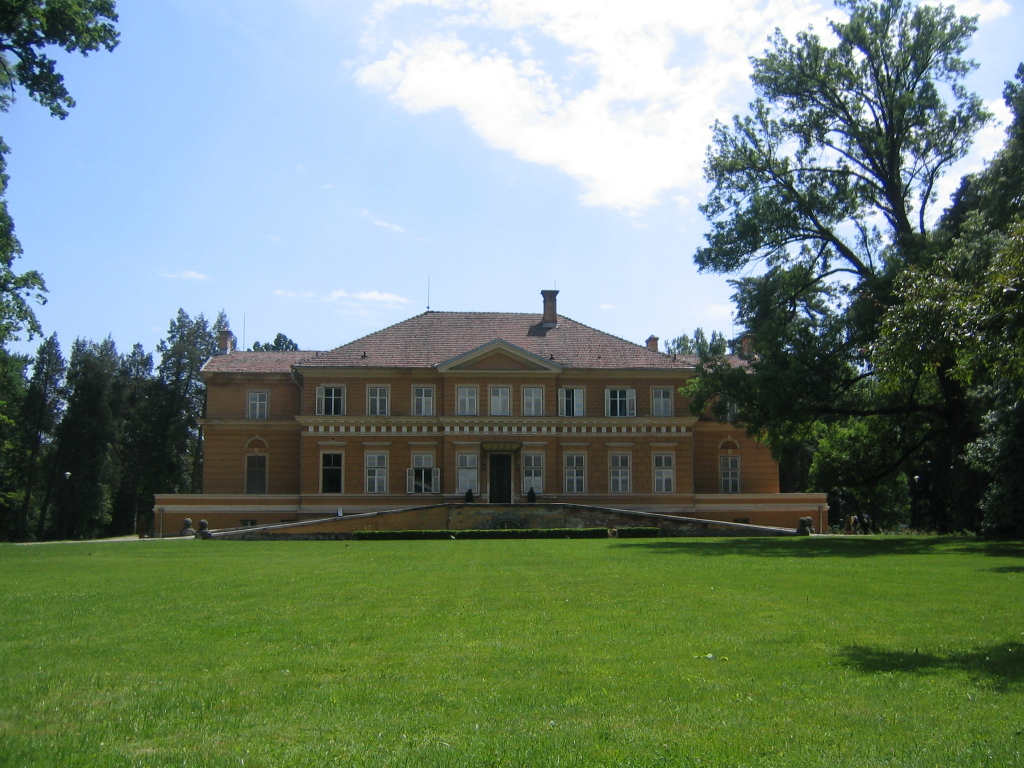
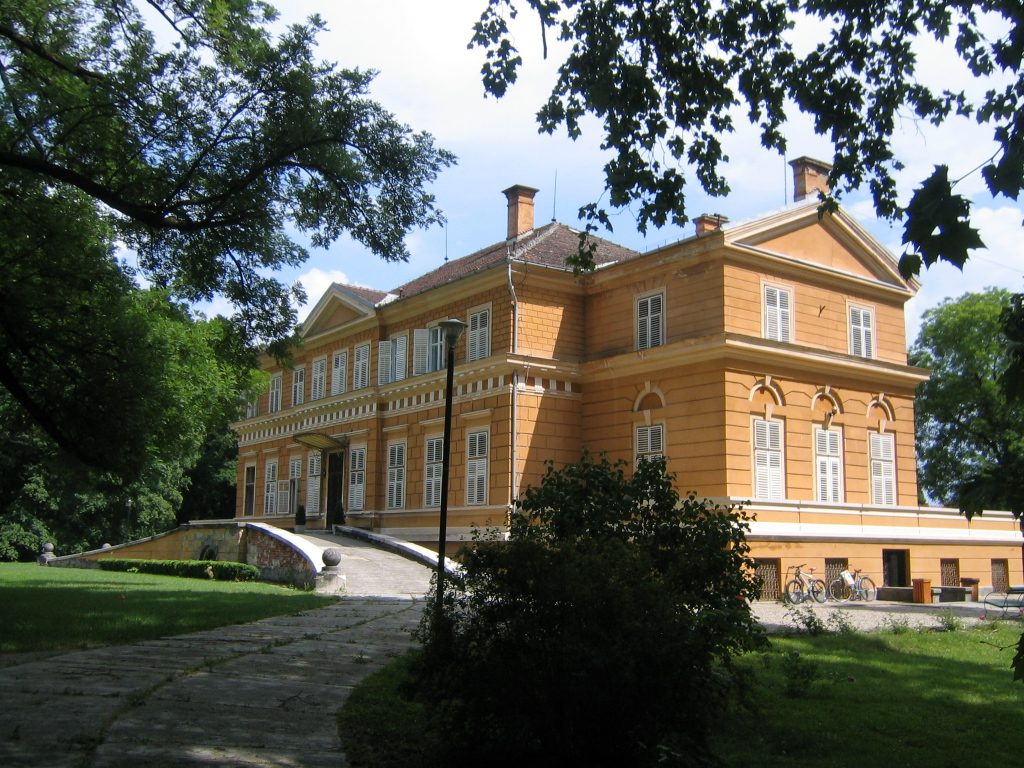
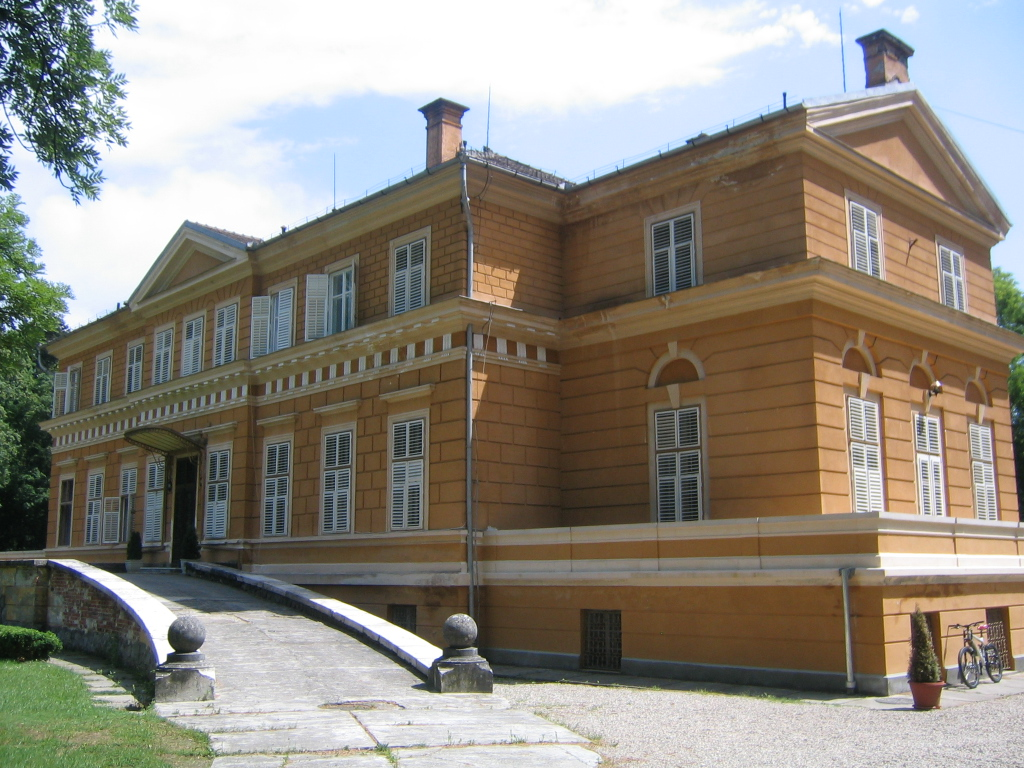
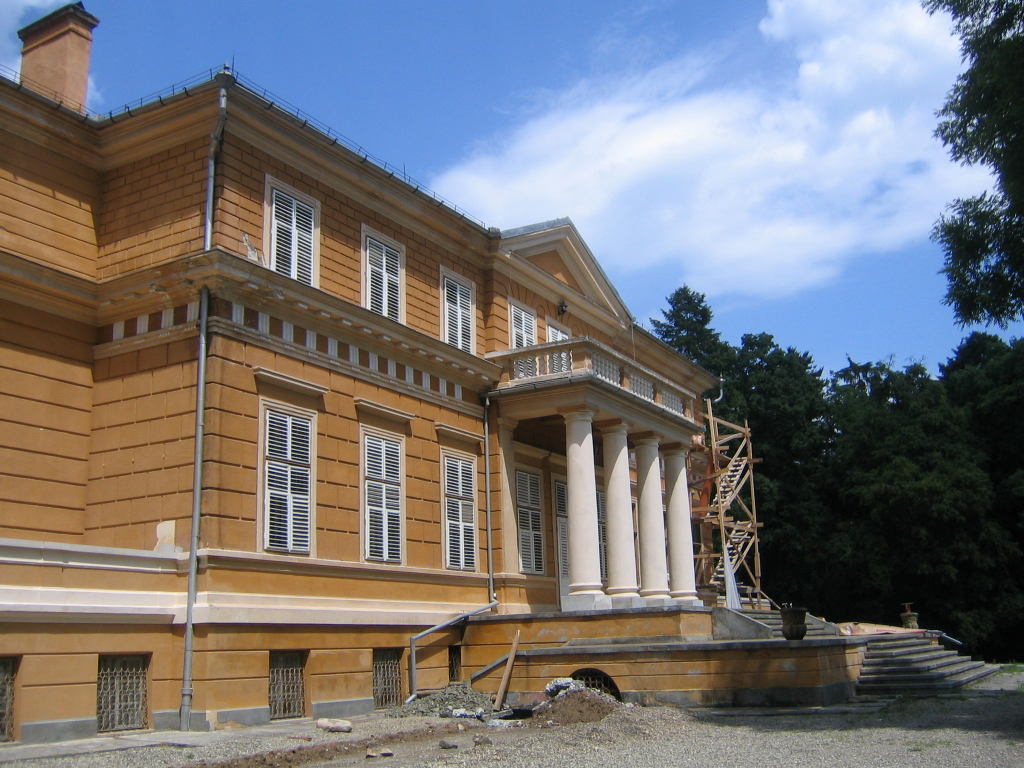
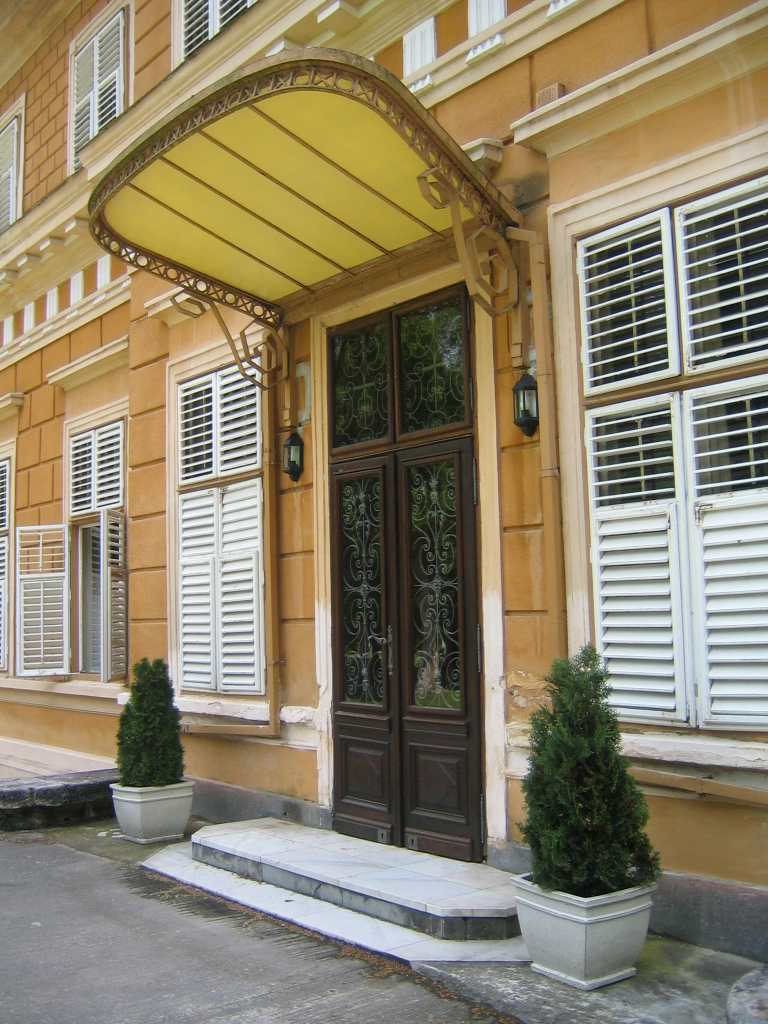
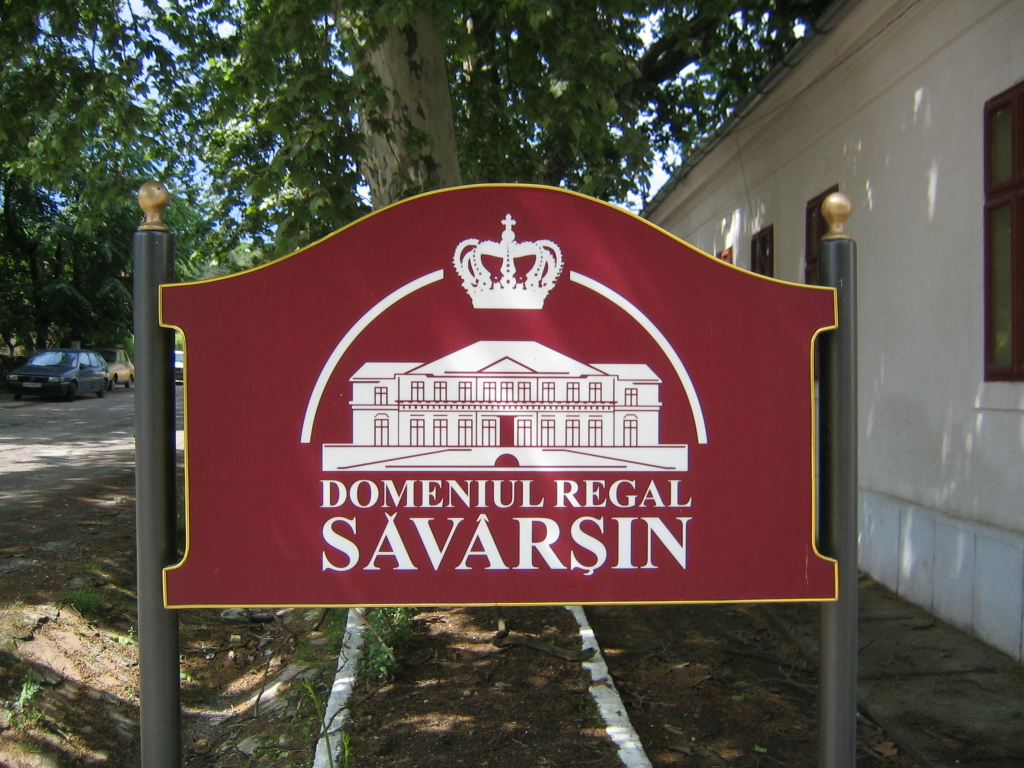